# Don't Leave Me This Way
Don't Leave Me This Way è una canzone di genere R&B/soul/disco scritta da Kenneth Gamble, Leon Huff, e Cary Gilbert. La prima versione registrata fu quella degli Harold Melvin & the Blue Notes nel 1975, in seguito ne vennero fatte due fortunate cover: una cantata da Thelma Houston, l'altra dalla formazione The Communards.

## Versione di Harold Melvin & the Blue Notes
La prima versione registrata di Don't Leave Me This Way fu opera di Harold Melvin & the Blue Notes, con la collaborazione di Teddy Pendergrass come cantante principale.
La canzone fu inclusa nell'album Wake Up Everybody. Anche se non fu pubblicata come singolo negli Stati Uniti, il brano riuscì comunque a raggiungere la terza posizione della classifica Billboard Disco charts, ed in seguito arrivò alla quinta della classifica britannica dei singoli.

### Tracce
1. Don't Leave Me This Way - 3:59
2. To Be Free To Be Who We Are - 5:09

### Classifiche
| Classifica            | Posizione più alta |
| --------------------- | ------------------ |
| Regno Unito           | 5                  |
| Billboard Disco Chart | 3                  |
| Svezia                | 13                 |

## Versione di Thelma Houston
Don't Leave Me This Way nel 1976 fu registrata da Thelma Houston, artista della scuderia Motown. La sua versione, in stile puramente disco, fu un successo internazionale, arrivando alla vetta della Billboard Hot 100 per una settimana nell'aprile 1977. In questa versione, sono presenti i giri di basso elettrico, gli stessi della canzone Tutti insieme noi guardiam Bim Bum Bam, sigla del programma televisivo Bim Bum Bam (andato in onda su Italia 1), cantata da Paolo Bonolis, Manuela Blanchard ed il pupazzo Uan e la partecipazione del Coro dei Piccoli Cantori di Milano.
La versione del brano della Houston fu ripubblicata nel 1995 in un remix, che raggiunse la posizione 19 della Billboard Dance Chart, ed ha permesso alla Houston di entrare alla posizione 86 della classifica stilata da VH1 delle "100 migliori one-hit wonder", oltre che la seconda posizione della classifica delle "100 migliori canzoni dance".

### Tracce
1. Don't Leave Me This Way - 3:37
2. Today Will Soon Be Yesterday - 3:11

### Classifiche
| Classifica                    | Posizione più alta |
| ----------------------------- | ------------------ |
| Paesi Bassi                   | 4                  |
| Austria                       | 18                 |
| Svezia                        | 4                  |
| Regno Unito                   | 13                 |
| Billboard's Hot Soul Singles  | 1                  |
| Billboard Hot Dance Club Play | 19                 |
| Billboard Hot 100             | 1                  |

## Versione dei Communards
Nove anni dopo la versione di Thelma Houston, la canzone fu rivisitata dai The Communards in versione Hi-NRG. Questa cover raggiunse la vetta della classifica dei singoli più venduti nel Regno Unito per quattro settimane nel settembre 1986, riuscendo a diventare anche il singolo più venduto di quell'anno. Nella reinterpretazione dei Communards figurava la partecipazione vocale della cantante jazz Sarah Jane Morris.

### Tracce
1. Don't Leave Me This Way - 4:32
2. Sanctified - 2:30

### Classifiche
| Classifica          | Posizione più alta |
| ------------------- | ------------------ |
| Paesi Bassi         | 1                  |
| Regno Unito         | 1                  |
| Svizzera            | 12                 |
| Austria             | 19                 |
| Francia             | 6                  |
| Hot Dance Club Play | 1                  |
| Billboard Hot 100   | 40                 |

## Altre cover
Altre cover di Don't Leave Me This Way includono quelle registrate da Isaac Hayes, Gerard Joling, Sheena Easton, Ramiele Malubay, José Galisteo, Andy Abraham, The Temptations, Carol Jiani e Sylvie Vartan (quest'ultima in lingua francese con il titolo Ne pars pas comme ça).
Nell’ottava puntata di Zoey’s Extraordinary Playlist, Zoey’s Extraordinary Birthday viene cantata questa canzone dai personaggi. Nel 1993 è stata eseguita all'interno della trasmissione televisiva Non è la RAI dalla cantante Alessia Marinangeli e interpretata sul palco da Cristina Quaranta, successivamente inserita nella compilation Non è la Rai 2.